# Serixia basirufa
Serixia basirufa là một loài bọ cánh cứng trong họ Cerambycidae.